# ミヒケル・ポール
ミヒケル・ポール（Mihkel Poll、1986年8月14日 - ）はエストニア・タリン生まれのピアニスト。

## プロフィール
母はカドリ・ハント、父はピアニストで音楽教師のシーム・ポール（1965-2014）、姉はヴァイオリニストのマリ・ポール。
ノーム音楽学校でヘルヴェ・クースクマンに、タリン音楽高校でイヴァリ・イリヤとマイジ・パクリに師事。その後、エストニア音楽アカデミーでイヴァリ・イリヤのピアノクラス、ギルドホール音楽演劇学校でローナン・オホラに師事。
2016年、ピアノをイヴァリ・イリヤ教授に師事したエストニア音楽アカデミーで博士号を取得。
ロンドンのウィグモア・ホール、バービカン・ホール、サンクトペテルブルク・フィルハーモニー大ホール、パリ管弦楽団大ホール、ブダペストのベーラ・バルトーク国立コンサートホール、ストックホルムのベルワルドホール、トビリシのハキゼ・センターなど、数々の重要なコンサートホールで演奏し、ヨーロッパとアメリカで継続的な成功を収めている。
エストニア国立交響楽団のアーティスト・イン・レジデンスを務めたほか、ネーメ・ヤルヴィ指揮エストニア国立交響楽団、アヌ・タリ指揮北欧交響楽団のソリストとして数回ツアーを行っている。最近では、パリ管弦楽団のグラン・サール・ピエール・ブーレーズにデビューし、エレナ・シュヴァルツ指揮パスドゥルー管弦楽団とリストの「トテンタンツ」を共演した。
ソリストとして、バーミンガム市交響楽団、サラソタ交響楽団、ラトビア国立交響楽団、エストニア国立交響楽団、パスデループ管弦楽団、ノルディック交響楽団、マグデブルク・フィルハーモニック管弦楽団、ノルボッテン室内管弦楽団、ヴァネミューン交響楽団、バーミンガム・シンフォニア、ノリッジ・フィルハーモニック管弦楽団、リンカーン交響楽団などのオーケストラと共演。 ミハイル・ゲルツ、エレナ・シュヴァルツ、ミック・ムルドヴィー、ミヒャエル・シール、リチャード・レイング、マット・アンドリュース、ユリ・アルパーテンなど。
ミヒケル・ポールは、エストニア、フィンランド、スウェーデン、ノルウェー、ドイツ、フランス、スペイン、イタリア、ポーランド、ロシア、アメリカなどでリサイタルを開いている。2024年には日本での公演が決定している。
今後は、コリント室内管弦楽団とエリザベート王妃ホールでのロンドン・オーケストラ・デビュー、ミュンヘン交響楽団とのツアー、ソロと室内楽のリサイタル、ミハイル・ゲルツ指揮エストニア国立交響楽団とのラフマニノフ第3ピアノ協奏曲の録音（レーベルはDUX）などが予定されている。
2009年、ミハイル・ポールのデビューCD『20th Century Piano』がオンディーヌからリリースされた。2015年には、エネスク、バルトーク、テュール、コールヴィッツの作品を収録した2枚目のソロ・アルバムがDUXレーベルからリリースされ、「ベスト・エストニア・クラシック・アルバム2016」を受賞した。
イタリアのリナ・サラ・ガロ国際ピアノ・コンクール（2004年）のI賞およびオーケストラ特別賞、エストニアのタリン国際ピアノ・コンクール（2006年）のI賞および特別賞、スペインのフェロル国際ピアノ・コンクール（2006年）のIt賞など、数多くの国際コンクールで受賞している。
1986年エストニア生まれのミヒケル・ポールは、エストニア音楽演劇アカデミーでイヴァリ・イルヤ教授に師事し、音楽博士号を取得した。また、イタリアのフィエーゾレ音楽院でエリソ・ヴィルサラーゼ教授のマスタークラスも受講している。
The Music Endowment Annual Award（2004年＆2018年）、The Presidential Young Cultural Figure Award（2013年）を受賞。
日本では、2024年10月に秋田・潟上国際音楽祭にて「初来日記念ピアノリサイタル」を秋田市、能代市、横手市で計3公演を行った。

## コンクールの成績
2004 - リナ・サラ・ガッロ・ピアノコンペティション（モンツァ）優勝、オーケストラ特別賞受賞。
2004 - 全国演奏コンクール "Con brio"（優勝、および4つの特別賞）。
2006 - フェロール国際ピアノコンクール（スペイン）（第1位)。
2006 - 第1回タリン国際ピアノコンクール（第1位、Tubina特別賞）。

## その他の受賞歴
2013 ヤング・カルチャー賞
2004年 エストニア文化基金芸術賞（国際ピアノコンクールでの受賞）
2018年 エストニア文化基金の年間芸術賞（エストニア国内外でのコンサートの成功と、「ヴィルマライズド」フェスティバルの芸術監督を含む音楽活動の組織化に対して）。
2020年 エストニア文化基金の舞台芸術基金賞（ソリストおよび室内楽奏者としての卓越した創作活動に対して）。

## ディスコグラフィー
- "20. sajandi klaverimuusika [20世紀のピアノ音楽]" (2009)